# Josef Felix Pompeckj
Josef Felix Pompeckj, né le 10 mai 1867 à Groß-Köllen (de), arrondissement de Rößel (de) et mort le 8 juillet 1930 à Berlin, est un paléontologue et géologue allemand.

## Biographie
Josef Felix Pompeckj est né à Groß-Köllen (de), dans le royaume de Prusse. Il étudie la géologie et la paléontologie à l'université de Königsberg et obtient son doctorat en 1890 avec sa thèse Die Trilobitenfauna der ost- und westpreußischen Diluvialgeschiebe sur les Trilobites. En 1903, il devient professeur associé à Munich et, à partir de 1904, il donne des cours de géologie et de minéralogie à l'école d'agriculture de Hohenheim,.
En 1907, il s'installe à l'université de Göttingen, où il devient professeur titulaire de géologie et de paléontologie. À partir de 1913, il travaille comme professeur à Tübingen, puis, en 1917, il s'installe à l'université de Berlin pour succéder à Wilhelm von Branca. À Berlin, il est nommé directeur du Geologisch-Paläontologischen Institut und Museum, où l'un de ses doctorants est Hertha Doreck (en),.